# Lijst van voetbalinterlands Nepal - Taiwan
Deze lijst van voetbalinterlands is een overzicht van alle officiële voetbalwedstrijden tussen de nationale teams van Nepal en Taiwan (Chinees Taipei). De landen speelden tot op heden drie keer tegen elkaar. De eerste ontmoeting, een vriendschappelijke wedstrijd, werd gespeeld in Kaohsiung op 6 juni 2019. Het laatste duel, een kwalificatiewedstrijd voor het Wereldkampioenschap voetbal 2022, vond plaats op 3 juni 2021 in Koeweit.

## Wedstrijden
| № | Plaats    | Datum             | Competitie           | Wedstrijd              | Uitslag |
| - | --------- | ----------------- | -------------------- | ---------------------- | ------- |
| 1 | Kaohsiung | 6 juni 2019       | Vriendschappelijk    | Chinees Taipei – Nepal | 1 – 1   |
| 2 | Taipei    | 10 september 2019 | WK 2022 kwalificatie | Chinees Taipei − Nepal | 0 − 2   |
| 3 | Koeweit   | 3 juni 2021       | WK 2022 kwalificatie | Nepal − Chinees Taipei | 2 − 0   |

## Samenvatting
| Competitie        | Totaal gespeeld | Winst Nepal | Gelijk | Winst Chinees Taipei | Doelsaldo Nepal – Chinees Taipei |
| ----------------- | --------------- | ----------- | ------ | -------------------- | -------------------------------- |
| WK-kwalificatie   | 2               | 2           | 0      | 0                    | 4 − 0                            |
| Vriendschappelijk | 1               | 0           | 1      | 0                    | 1 − 1                            |
| Totaal            | 3               | 2           | 1      | 0                    | 5 − 1                            |

ANFA · A-internationals · Nepalees vrouwenelftal
1972 – 1989 ·
1990 – 1999 ·
2000 – 2009 ·
2010 – 2019 ·
2020 – 2029
Afghanistan ·
Algerije ·
Australië ·
Bahrein ·
Bangladesh ·
Bhutan ·
Brunei ·
Cambodja ·
China ·
Filipijnen ·
Hongkong ·
India ·
Indonesië ·
Irak ·
Iran ·
Japan ·
Jemen ·
Jordanië ·
Kazachstan ·
Kirgizië ·
Koeweit ·
Laos ·
Macau ·
Malediven ·
Maleisië ·
Mauritius ·
Myanmar ·
Noord-Korea ·
Oman ·
Oost-Timor ·
Pakistan ·
Palestina ·
Saoedi-Arabië · 
Singapore ·
Sri Lanka ·
Syrië ·
Tadzjikistan · 
Taiwan ·
Thailand · 
Turkmenistan ·
Verenigde Arabische Emiraten ·
Vietnam ·
Zuid-Korea
CTFA ·
Bondscoaches ·
vrouwenvoetbalelftal ·
Topscorers
Afghanistan ·
Australië ·
Bahrein ·
Bangladesh ·
Brunei ·
Cambodja ·
Fiji ·
Filipijnen ·
Grenada ·
Guam ·
Hongkong ·
India ·
Indonesië ·
Irak ·
Iran ·
Israël ·
Japan ·
Jordanië ·
Kenia ·
Kirgizië ·
Koeweit ·
Laos ·
Macau ·
Maleisië ·
Mongolië ·
Myanmar ·
Nepal ·
Nieuw-Zeeland ·
Noord-Korea ·
Oezbekistan ·
Oman ·
Oost-Timor ·
Pakistan ·
Palestina ·
Panama ·
Saint Kitts en Nevis ·
Salomonseilanden ·
Saoedi-Arabië ·
Singapore ·
Sri Lanka ·
Syrië ·
Thailand ·
Trinidad en Tobago ·
Turkmenistan ·
Vietnam ·
Zuid-Korea ·
Zuid-Vietnam